# Stato socialista
Uno Stato socialista è uno Stato repubblicano governato da un partito politico che dichiara la sua lealtà ai fondamenti e ai princìpi del socialismo o delle sue varianti come il marxismo-leninismo. Altri termini utilizzati per indicare una simile forma statuale sono repubblica democratica (in verità raramente usata per evitare confusioni con le repubbliche parlamentari), democrazia popolare, repubblica socialista, repubblica popolare, Stato operaio, semistato o anche, impropriamente, Stato comunista.
L'espressione Stato socialista può indurre equivoci con altre forme di socialismo, dove il socialismo di Stato è considerato il fine (ad esempio il socialismo arabo, il socialismo democratico, l'eurocomunismo o il socialismo del XXI secolo: tuttavia a livello politico sovente viene usata la denominazione Stato socialista o repubblica popolare anche per questi Stati), mentre nelle repubbliche popolari altro non è che uno stadio intermedio verso il raggiungimento del comunismo, una fase finale nella quale si è conseguita la definitiva estinzione dello Stato e la fine della divisione in classi sociali.

## Descrizione

### Definizione
Nella letteratura marxista è consolidata la definizione di "Stato socialista" una forma di Stato in cui il partito comunista detiene il potere nel contesto della dittatura del proletariato, escludendo quindi ogni forma di concorrenza con partiti borghesi nella condivisione del potere politico. Inoltre l'esercitarsi della dittatura del proletariato, rendendo inutile e spezzando l'immensa macchina repressiva di classe nei confronti della maggioranza (sostituzione dell'esercito con il popolo in armi), comincia già a estinguere lo Stato, riducendolo, spezzandolo, rendendolo un semistato. Tuttavia nella realtà storica passata e presente nell'ambito dei poteri costituiti non si è mai verificata la seconda condizione, tale da rendere impossibile la revoca del potere al partito comunista.
Un Paese governato da un partito comunista non è automaticamente uno "Stato socialista". Vi sono stati ed esistono tuttora Paesi in cui i partiti comunisti sono arrivati al potere tramite elezioni plurali e hanno governato nel contesto di una democrazia multipartitica. Tali situazioni si possono attualmente trovare negli Stati indiani di Kerala e Bengala Occidentale, in Nepal, nella Moldavia, a Cipro e nel territorio francese di Riunione; la Repubblica di San Marino dal 1945 al 1957. I partiti comunisti hanno anche preso parte a governi democratici di coalizione in nazioni come Francia e Italia. Nessuna di queste nazioni si qualifica come stato socialista, dal momento che i rispettivi partiti comunisti non detengono il monopolio sul potere politico. Gli stati storici della Repubblica Sovietica Ungherese, della Repubblica Sovietica Slovacca e della Repubblica Sovietica Bavarese furono entità rivoluzionarie di breve vita, difficili da definire come stati socialisti in quanto lo status dei partiti politici non comunisti al loro interno rimase non chiaro.

### Teorie comuniste e ideologie di governo
Gli "stati socialisti" si basano sul Marxismo-leninismo. Tutti gli "stati socialisti" storici esistiti per periodi significativi nel corso del XX secolo affondavano le loro radici o nel marxismo-leninismo di ispirazione sovietica o nel maoismo. Che questi stati fossero fedeli al marxismo è oggetto di contesa. I trotskisti sono stati sonori oppositori comunisti sia dell'Unione Sovietica stalinista e post-stalinista sia del maoismo, ritenendole perversioni degli ideali comunisti e della pratica leninista. Il marxismo sostiene anche che la storia umana ha e avrà una struttura che si alterna tra periodi di lento sviluppo tecnologico/economico, e brevi periodi di rapidi cambiamenti in campo tecnologico ed economico oltre che filosofico e talvolta religioso. I brevi periodi di cambiamento rapido si hanno immediatamente dopo le rivoluzioni.
Marx immaginava il comunismo come fase evolutiva finale della società, nella quale lo Stato sarebbe svanito. Egli specificò che i lavoratori dovevano mobilitarsi per distruggere il capitalismo e sostituirlo con il socialismo, una fase di transizione dalla durata indeterminabile nella quale sarebbero rimaste delle categorie economiche e ideologiche del capitalismo dal cui seno è nata, dove si sarebbe però spezzata la macchina statale borghese e il conseguente dominio di classe del capitale. Marx teorizzò che il socialismo avrebbe permesso alla società comunista di maturare una società completamente senza classi dove sarebbe stata ottenuta la completa proprietà collettiva e lo Stato non avrebbe esercitato alcun ruolo. Gli "stati socialisti" non hanno mai in realtà sostenuto di aver raggiunto il comunismo. Essi si descrivevano come stati socialisti in cui la volontà del popolo era rappresentata attraverso il partito comunista e le organizzazioni di massa.
La teoria leninista, sviluppata dal leader bolscevico Vladimir Lenin, enfatizzò il ruolo di un gruppo ben organizzato di rivoluzionari nel pianificare e portare avanti la transizione al socialismo. Secondo il leninismo, un partito comunista doveva essere organizzato secondo i princìpi del centralismo democratico allo scopo di massimizzarne l'efficienza. Il leninismo si stacca dalla teoria originale marxista sostenendo che la rivoluzione poteva aver inizio non solo nelle nazioni capitaliste più avanzate, ma anche in quelle povere e sottosviluppate in cui la classe dirigente capitalista era più debole. Da qui, la rivoluzione avrebbe dovuto diffondersi rapidamente alla nazioni industrializzate avanzate, che avrebbero fornito a quelle sottosviluppate le risorse necessarie a costruire il socialismo.
Con in mente questi princìpi, subito dopo la Rivoluzione russa del 1917, Lenin sostenne che il successo del socialismo in Russia dipendeva dalla vittoria delle rivoluzioni socialiste in altre nazioni, soprattutto la rivoluzione tedesca. Comunque, tutte le rivoluzioni socialiste che si accesero in Europa nel periodo 1918-1922 vennero schiacciate. La Russia si trovò sola nel suo tentativo di costruire il socialismo.
Lenin non visse abbastanza a lungo da formulare una soluzione a questo problema. Il compito ricadde invece sui suoi successori, i più noti dei quali furono Lev Trotsky e Iosif Stalin. Trotsky propose la sua tesi della "rivoluzione permanente", mentre Stalin quella del "socialismo in un solo Paese". Nel corso degli anni seguenti, Stalin riuscì gradualmente eliminare i suoi oppositori ideologici all'interno del partito, Trotsky compreso, prendendo il controllo del partito e del governo sovietico. Egli sostenne e implementò l'idea di "socialismo in un solo Paese", che sosteneva che il socialismo dovesse essere costruito in Unione Sovietica senza l'aiuto delle potenze industrializzate.
Nel corso degli anni 1940 Stalin creò la struttura statale e di partito sulla quale si sarebbero basati i successivi stati comunisti. Il potere venne centralizzato nelle sue mani e il centralismo democratico venne gradualmente rimosso dal processo decisionale del partito comunista, un processo che culminò nelle grandi purghe.
Successivamente l'ideologia di Mao Zedong nella Repubblica Popolare Cinese si discostò dallo stalinismo tradizionale enfatizzando la classe contadina rispetto al proletariato urbano sia nello sviluppo rivoluzionario sia in quello post-rivoluzionario.
I governi comunisti erano storicamente caratterizzati dalla proprietà statale delle risorse produttive nell'ambito di una economia pianificata e di estese campagne di ristrutturazione economica come la nazionalizzazione dell'industria e una riforma agraria (spesso concentrata sulle fattorie collettive o le aziende agricole di stato). Mentre da un lato promuovono la proprietà collettiva dei mezzi di produzione, i governi comunisti sono stati caratterizzati da un forte apparato statale nel quale le decisioni vengono prese dal partito comunista al potere. I dissidenti comunisti hanno caratterizzato il modello sovietico come "socialismo di Stato" o "capitalismo di Stato".
Inoltre spesso i critici hanno sostenuto che un sistema di governo stalinista o maoista crea una nuova classe dominante, solitamente chiamata nomenklatura.

### Relazione tra partito e Stato
I politologi hanno sviluppato il concetto di stato socialista come Stato guidato dalla dittatura del proletariato, nella quale la classe operaia e contadina è rappresentata, in modi concepibili, dal partito comunista. In questi stati può verificarsi, e si è storicamente verificata, una sovrapposizione fra la struttura statale e quella del partito.
In Unione Sovietica, ad esempio, il segretario generale del PCUS non reggeva necessariamente un incarico statale. Invece questi incarichi erano retti da membri del partito controllati dal partito stesso, talvolta come carica onorifica, come ricompensa per i lunghi anni di servizio nel partito. In altre occasioni il capo del partito poteva assumere in aggiunta un incarico statale. Ad esempio, Michail Gorbačëv inizialmente non reggeva la presidenza dell'Unione Sovietica, anche perché non aveva che funzioni di rappresentanza, carica che era stata concessa come onore ad un ex ministro degli esteri sovietico.
Per i critici, all'interno degli stati socialisti raramente vi sono state restrizioni al potere statale; si sono avute di conseguenza strutture statali che anzi sono o totalitarie o autoritarie. L'ideologia marxista-leninista considera le restrizioni al potere dello Stato come un'interferenza non necessaria rispetto all'obiettivo di ottenere il comunismo. I dissidenti comunisti hanno sostenuto che uno Stato con potere assoluto diviene naturalmente corrotto ed è quindi incapace di far avanzare la società verso il comunismo.
Gli stati socialisti, in particolare quelli marxisti-leninisti, hanno mantenuto degli apparati di polizia segreta, spesso ereditati, anche se controllati da uomini nuovi, dai vecchi regimi, come lo zarismo in Russia, per controllare strettamente la popolazione e mettere a tacere i soggetti individuati come "nemici dello Stato". Arresti, torture, "rieducazione" ed esecuzioni sommarie sono tutti metodi impiegati a tale scopo.
La natura di ogni singolo "Stato socialista" differisce ampiamente, sia tra stati diversi che all'interno del singolo Stato. Stati che hanno adottato le politiche e le tecniche dello Stato stalinista ortodosso degli anni 1930 sono tipicamente più totalitari, spesso impoveriti, militaristi e statici, come si può notare nel caso della Corea del Nord e dell'Albania comunista. In Cina il PIL ha beneficiato delle riforme di mercato introdotte dal Partito Comunista, il quale però non ha al contempo avviato un processo di democratizzazione della gestione del potere: simili tentativi di riformare drasticamente l'Unione Sovietica sotto Michail Gorbačëv contribuirono al suo collasso, poiché nel Partito Comunista si consumò una frattura drammatica tra la parte conservatrice e quella riformatrice così irreparabile da portare alla dissoluzione definitiva del regime sovietico stesso.
Similmente alla Repubblica Popolare Cinese, il Vietnam e il Laos si sono attualmente mossi verso delle riforme di mercato.

## Esempi storici di governi comunisti
I governi a socialismo reale sono sorti tipicamente durante periodi di instabilità politica generale. La gran parte è giunta al potere tramite rivoluzioni guidate da partiti comunisti. Diversi operarono illegalmente per un lungo periodo prima della rivoluzione e svilupparono strutture disciplinate ed efficaci, assieme ad un gruppo di leader impegnati, in grado di mobilitare elementi della società insoddisfatti del capitalismo e del governo al potere. La base di sostenitori dei comunisti consisteva tipicamente di lavoratori, intellettuali e, soprattutto nel caso della Cina, di contadini. A seguito di una rivoluzione riuscita, il partito comunista si impegnava a ricercare la costruzione di una nuova società.

### Primi esempi di società comuniste
Le società socialiste sono esistite durante tutto il corso della storia, ed esistono ancora oggi, anche se solo nel XX secolo i partiti comunisti altamente organizzati e basati sull'ideologia marxista-leninista, diedero vita a "stati socialisti". Alcuni ricercatori preferiscono usare il termine comunalismo per distinguere le diverse società comunitarie dal comunismo, che viene generalmente associato al marxismo.

### XX secolo
Nel XX secolo, diversi partiti comunisti basati sull'ideologia marxista-leninista ressero governi in diverse nazioni.
La storia degli stati socialisti è strettamente legata a quella dei governi non-comunisti e alla storia del movimento comunista in generale. Per questo il seguente resoconto storico non è limitato ai soli Stati socialisti.
Successivamente alla Rivoluzione d'ottobre russa del 1917, che infiammò quella che in seguito sarebbe diventata l'Unione Sovietica, si ebbe un'ondata rivoluzionaria in tutta Europa. Rivoluzioni comuniste, sollevazioni o tentativi di insurrezione ebbero luogo in diverse nazioni europee. Comunque, i comunisti russi, impegnati nella guerra civile, non furono in grado di fornire un supporto significativo ai movimenti comunisti attivi al di fuori della Russia. Alla fine, solo due rivoluzioni al di fuori di questa furono in grado di rovesciare il governo e prendere il potere. Esse produssero la Repubblica Sovietica Bavarese (che visse dal novembre 1918 al 3 maggio 1919) e la Repubblica Sovietica Ungherese del 1919. Entrambe vennero rapidamente abolite, e con la sconfitta dell'Armata Rossa nella guerra russo-polacca del 1920, i comunisti russi furono costretti ad abbandonare qualsiasi piano di aiuto militare ai movimenti comunisti in Europa. Dall'altra parte del mondo, la Mongolia, che era stata un protettorato dell'Impero russo dal 1912 al 1919, cadde sotto controllo cinese durante la guerra civile russa. L'Armata Bianca dei monarchici russi ne prese il controllo nel 1921 e venne scacciata dall'Armata Rossa nello stesso anno. La Mongolia non venne assorbita nell'Unione Sovietica, ma venne ribattezzata Repubblica Popolare Mongola e divenne il primo Stato satellite dell'Unione Sovietica nel 1924.
Dal 1924 fino alla seconda guerra mondiale, non si ebbero rivoluzioni comuniste di successo, e nessun altro Stato socialista venne fondato.
Nel mondo, la maggior parte degli stati socialisti vennero fondati nel periodo immediatamente successivo alla seconda guerra mondiale in Europa orientale, o in Paesi che vennero occupati dall'Armata Rossa successivamente all'occupazione da parte del Terzo Reich, o in Paesi dove i partigiani comunisti riuscirono, a guerra finita, a prendere il potere da sé, come avvenne in Jugoslavia. L'Armata Rossa preparò la strada per l'istituzione di governi comunisti in Polonia, Germania Est, Ungheria, Bulgaria, Cecoslovacchia e Romania, che divennero paesi satelliti dell'URSS. I partigiani comunisti stabilirono governi comunisti inizialmente filo-sovietici in Albania e Jugoslavia. Inoltre, in Asia orientale, l'Armata Rossa partecipò alla guerra contro il Giappone e fondò uno Stato socialista in Corea del Nord.
Il Partito Comunista Cinese di Mao Zedong emerse vittorioso dalla guerra civile e fondò la Repubblica Popolare Cinese nel 1949. La prima guerra d'Indocina portò alla fondazione della Repubblica Democratica del Vietnam nel Vietnam settentrionale. In seguito la guerra del Vietnam si concluse con la conquista del Vietnam del Sud da parte dell'esercito nordvietnamita e la fondazione di un'unica Repubblica Socialista del Vietnam nel 1975. Il conflitto in Indocina vide inoltre i comunisti prendere il potere nel Laos e nella Cambogia nel 1975; il nuovo governo (noto come Kampuchea Democratica) cadde durante un'invasione vietnamita e fu bandito dal Vietnam e dai suoi alleati comunisti (vedi Khmer rossi).
Nel 1959 la Rivoluzione cubana diede origine al primo Stato socialista dell'emisfero occidentale la Repubblica di Cuba.
Una guerra civile portò alla costituzione della Repubblica Democratica Popolare dello Yemen nello Yemen meridionale nel 1967.
Per diversi anni dei governi socialisti furono al potere anche in Afghanistan, Etiopia, Somalia, Mozambico e in altri Paesi in via di sviluppo, anche se alcuni di questi ebbero breve vita.
Nei primi anni ottanta circa un terzo della popolazione mondiale era governato da governi socialisti.
Conflitti armati interessarono gli "stati socialisti": la primavera di Praga, la guerra dell'Ogaden tra Somalia ed Etiopia, la guerra cambogiano-vietnamita, il conflitto di confine tra Cina e URSS, la guerra sino-vietnamita, e la rivoluzione ungherese.
Comunque, a causa di problemi interni e accerchiamenti militare ed economici esterni, la stessa Unione Sovietica stava diventando sempre più instabile. Alla fine degli anni 1980, le popolazioni dell'Europa orientale iniziarono a sollevarsi contro i propri governi, e nel 1991, l'Unione Sovietica collassò. Nessuno dei governi socialisti dell'Europa orientale sopravvisse agli eventi.

## Stati socialisti

### Stati socialisti scomparsi
Oltre 70 anni
     60–70 anni
     50–60 anni
     40–50 anni
     30–40 anni
     20–30 anni
     Meno di 20 anni

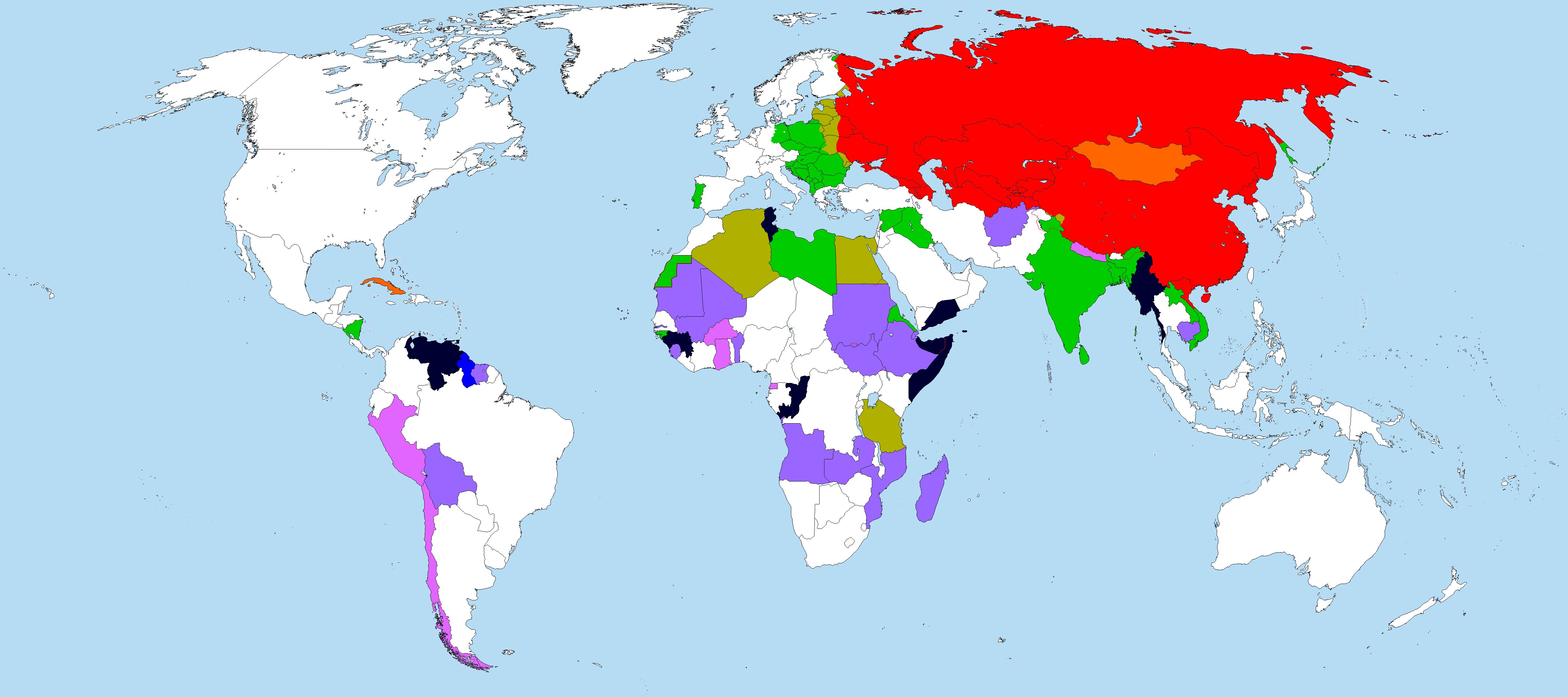
Mappa di tutti i paesi socialisti ed ex socialisti (marxisti-leninisti e non) classificati per la durata in anni del periodo in cui si sono dichiarati tali:
Oltre 70 anni
60–70 anni
50–60 anni
40–50 anni
30–40 anni
20–30 anni
Meno di 20 anni

Vengono qui mostrati gli stati socialisti scomparsi e i loro partiti di governo (se applicabili):

#### Stati socialisti con forma di stato marxista-leninista scomparsi

Mappa dei paesi che hanno dichiarato di essere socialisti sotto l'ideologia marxista-leninista o maoista in un qualsiasi momento della loro storia. I confini politici della mappa risalgono alla guerra fredda. Non tutti questi paesi furono socialisti nello stesso momento storico.

- Unione Sovietica (1922-1991) - Partito Comunista dell'Unione Sovietica (PCUS).
  - Si veda anche Repubbliche dell'Unione Sovietica per le diverse repubbliche sovietiche, alcune delle quali dalla vita breve, che vennero occupate e/o infine incluse nell'URSS.
- Mongolia (1924-1992) - Partito Rivoluzionario del Popolo Mongolo.
- Polonia (1944-1989) - Partito Operaio Unificato Polacco (PZPR).
- Jugoslavia (1945-1991) - Lega dei Comunisti di Jugoslavia (SKJ/ZKJ).
- Vietnam del Nord (1945-1976) - Partito Comunista del Vietnam (incorporato nella Repubblica Socialista del Vietnam).
- Albania (1944-1991) - Partito del Lavoro d'Albania (PPSH).
- Bulgaria (1946-1990) - Partito Comunista Bulgaro (BKP).
- Romania (1947-1989) - Partito Comunista Rumeno (PCR).
- Cecoslovacchia (1948-1990) - Partito Comunista di Cecoslovacchia (KSČ).
- Germania Est (1949-1990) - Partito Socialista Unificato di Germania (SED).
- Ungheria (1949-1989) - Partito dei Lavoratori Ungheresi (MDP), dal 1956 rinominato Partito Socialista Operaio Ungherese (MSZMP).
- Yemen del Sud (1967-1990) - Fronte di Liberazione Nazionale (1967-1978), Partito Socialista Yemenita (1978-1990).
- Congo-Brazzaville (1969-1992) - Partito Congolese del Lavoro (PCT).
- Somalia (1969-1991) - Consiglio Rivoluzionario Supremo (1969-1976), Partito Rivoluzionario Socialista Somalo (XHKS, 1976-1991).
- Etiopia (1974-1987) - Commissione per l'Organizzazione del Partito dei Lavoratori d'Etiopia.
- Cambogia (1975-1979) - Partito Comunista di Kampuchea meglio noto come Khmer rossi (ideologia controversa).
- Benin (1975-1990) - Partito Popolare Rivoluzionario del Benin (PRPB).
- Angola (1975-1992) - Movimento Popolare di Liberazione dell'Angola (MPLA).
- Mozambico (1975-1990) - Fronte di Liberazione del Mozambico (FRELIMO).
- Afghanistan (1978-1992) - Partito Democratico Popolare dell'Afghanistan (PDPA).
- Cambogia (1979-1992) - Partito Rivoluzionario Popolare Cambogiano (appoggiata dai vietnamiti, dopo il rovesciamento dei Khmer rossi).
- Grenada (1979-1983) - New Jewel Movement (NJM), dove "Jewel" sta per Joint Endeavor for Welfare, Education, and Liberation (Sforzo comune per il benessere, l'educazione, e la liberazione).
- Etiopia (1987-1991) - Partito dei Lavoratori d'Etiopia.

#### Stati socialisti non marxisti-leninisti che non lo sono più costituzionalmente
Stati governati da partiti o persone che si ispiravano a ideologie socialiste non marxiste-leniniste.
- Repubblica Democratica Popolare di Algeria (1963-1989) - Fronte di Liberazione Nazionale.
- Repubblica Socialista dell'Unione della Birmania (1962-1988) - Partito del Programma Socialista della Birmania.
- Egitto (1954-2011) - Unione Socialista Araba (1954-1978), Partito Nazionale Democratico (1978-2011).[5]
- Iraq (1968-2003)[6] - Partito Ba'th.
- Gran Giamahiria Araba Libica Popolare Socialista (1969-2011) (come Repubblica Araba di Libia dal 1969 al 1977), dittatura militare del colonnello Muʿammar Gheddafi.
- Repubblica Democratica Malgascia (1975-1992) - Avanguardia della Rivoluzione Malgascia noto come AREMA.
- Seychelles dal 1977 al 1991
- Repubblica Democratica del Sudan (1973-1985) - Unione Socialista Sudanese.
- Siria Dal 1963 sino al 2012 la Siria ha avuto nella sua Costituzione riferimenti al socialismo panarabo del Baath.

#### Stati socialisti provvisori
Stati nati dopo una rivoluzione e durati per un brevissimo periodo di tempo:
- Comune di Parigi (1871), limitato alla capitale francese
- Finlandia in due periodi:
  - Repubblica Socialista Finlandese dei Lavoratori (gennaio 1918-aprile 1918) solo nella Finlandia meridionale.
  - Repubblica Democratica Finlandese (1939-1940) fondata durante la guerra d'inverno - Partito Socialdemocratico Finlandese.
- Repubblica di Mahabad (1946-1947) - Partito Democratico del Kurdistan.
- Repubblica Sovietica Bavarese nota anche come Repubblica Sovietica di Monaco (1919) - Partito Socialista Indipendente.
- Repubblica Socialista Sovietica di Galizia (9 luglio 1920 - 21 settembre 1920), creata in territorio occupato dai sovietici durante la guerra sovietico-polacca.
- Repubblica Socialista Sovietica Persiana nota anche come Repubblica Sovietica di Gilan (giugno 1920-settembre 1921).
- Repubblica Sovietica Slovacca (1918-1919).
- Repubblica Sovietica Ungherese (1919) - Partito Comunista Ungherese.
- Repubblica Popolare di Tuva (1921-1944) - Partito Comunista di Tuva.
- Vietnam del Sud (1975-1976) - Governo di transizione verso l'unificazione del Vietnam - Viet Cong.

### Stati socialisti attuali

#### Stati socialisti che hanno adottato la forma di Stato marxista-leninista

Gli stati attualmente socialisti. La Corea del Nord non è indicata in quanto, nel 2012, il Partito del Lavoro di Corea ha rinunciato al marxismo-leninismo.

I seguenti Stati si richiamano all'ideologia del marxismo-leninismo ed in questi il partito unico ha il monopolio del potere politico. Il grado con cui questi Stati possono considerarsi socialisti è questione di dibattito, a causa delle differenti definizioni di socialismo, ma viene generalmente accettato che siano sistemi di stampo sovietico, che emulano l'ex Unione Sovietica.
- Cina - dal 1949, Partito Comunista Cinese (PCC).
- Cuba - dal 1959 in seguito alla Rivoluzione Cubana; il Partito Comunista di Cuba (PCC) ha il compito di difendere la rivoluzione.
- Laos - dal 1975, Partito Rivoluzionario del Popolo Lao (PRPL).
- Vietnam - dal 1976, Partito Comunista del Vietnam (PCV).

La Cina e, in misura minore, il Vietnam ed il Laos hanno adottato riforme di economia di mercato ma ufficialmente si professano sempre marxisti-leninisti.
- Corea del Nord - dal 1948, Partito del Lavoro di Corea (PLC) (ideologie juche e songun).

### Riferimenti alle violazioni dei diritti umani da parte degli stati comunisti
- Becker, Jasper (1998) Hungry Ghosts: Mao's Secret Famine. Owl Books. ISBN 0-8050-5668-8.
- Conquest, Robert (1991) The Great Terror: A Reassessment. Oxford University Press ISBN 0-19-507132-8.
- Conquest, Robert (1987) The Harvest of Sorrow: Soviet Collectivization and the Terror-Famine.  Oxford University Press. ISBN 0-19-505180-7.
- Hamilton-Merritt, Jane (1999) Tragic Mountains: The Hmong, the Americans, and the Secret Wars for Laos, 1942-1992 Indiana University Press. ISBN 0-253-20756-8.
- Jackson, Karl D. (1992) Cambodia, 1975–1978  Princeton University Press ISBN 0-691-02541-X.
- Kakar, M. Hassan (1997)Afghanistan: The Soviet Invasion and the Afghan Response, 1979-1982  University of California Press. ISBN 0-520-20893-5.
- Khlevniuk, Oleg & Kozlov, Vladimir (2004) The History of the Gulag: From Collectivization to the Great Terror (Annals of Communism Series) Yale University Pres. ISBN 0-300-09284-9.
- Natsios, Andrew S. (2002) The Great North Korean Famine. Institute of Peace Press. ISBN 1-929223-33-1.
- Nghia M. Vo (2004) The Bamboo Gulag: Political Imprisonment in Communist Vietnam  McFarland & Company ISBN 0-7864-1714-5.
- Pipes, Richard (1995) Russia Under the Bolshevik Regime. Vintage. ISBN 0-679-76184-5.
- Rummel, R.J. (1997). Death by Government. Transaction Publishers. ISBN 1-56000-927-6.
- Rummel, R.J. (1996). Lethal Politics: Soviet Genocide and Mass Murder Since 1917. Transaction Publishers ISBN 1-56000-887-3.
- Rummel, R.J. & Rummel, Rudolph J. (1999). Statistics of Democide: Genocide and Mass Murder Since 1900. Lit Verlag ISBN 3-8258-4010-7.
- Todorov, Tzvetan & Zaretsky, Robert (1999). Voices from the Gulag: Life and Death in Communist Bulgaria.  Pennsylvania State University Press. ISBN 0-271-01961-1
- Yakovlev, Alexander (2004). A Century of Violence in Soviet Russia. Yale University Press. ISBN 0-300-10322-0.